# Frank Hawkins (Biologe)
Andrew Francis Alexander „Frank“ Hawkins (* 23. Februar 1962 in Bristol) ist ein britisch-kanadischer Naturschutzbiologe, Ornithologe und Naturschützer. 

## Leben
Hawkins hat sowohl die britische als auch die kanadische Staatsbürgerschaft. 1984 erlangte er den Bachelor of Science an der University of Exeter. 1987 graduierte er zum Master of Science in Naturschutzbiologie am University College London. 1994 wurde er mit der Dissertation Forest degradation and the western Malagasy forest bird community zum Ph.D. am University College London promoviert. 1986 war er Erhebungsbeauftragter im Asian Wetlands Bureau (heute Wetlands International) in Kuala Lumpur, Malaysia. 1987 war er beratender Ornithologe bei den Erhebungen der Cordama Foundation im Ankarana Special Reserve. 1988 wirkte er bei einer Expedition der University of Cambridge in den madagassischen Regenwald mit. 1992 war er Mitglied bei einer Küstenvogelstudie des International Council for Bird Preservation (ICBP) im Arabischen Golf sowie leitender Koordinator beim Angola Scarp Project des ICBP. Zwischen 1992 und 1996 nahm Hawkins an mehreren Expeditionen und Bestandserhebungen für Vögel und Lemuren auf Madagaskar teil. 
Von 1987 bis 2007 arbeitete er vor allem in Madagaskar, bei Conservation International (CI) und anderen Nichtregierungsorganisationen (NGOs), wo er Forschungen über Vögel, Lemuren sowie madagassische Raubtiere durchführte und die Regierung, Gemeinden und örtliche NGOs bei der Umsetzung des nationalen Umweltaktionsplans unterstützte. Er hat über 60 Peer-Reviewed Artikel und 10 Bücher geschrieben oder mitverfasst, darunter Birds of Madagascar: A Photographic Guide (1998, mit Peter Morris), Lemurs of Madagascar, 3. Auflage (2010, mit Russell Mittermeier), Lémuriens de Madagascar (2013, mit Russell A. Mittermeier, Christian Roos, Anthony B. Rylands, Olivier Langrand, Peter M. Kappeler und Stephen D. Nash), The Birds of Africa: Band VIII: The Malagasy Region: Madagascar, Seychelles, Comoros, Mascarenes (2013, mit Roger Safford) sowie Helm Field Guides: Birds of Madagascar and the Indian Ocean Islands (2015, mit Roger Safford und Adrian Skerrett). Ferner veröffentlichte er im Jahr 2013 die CD Bird sounds of Madagascar: An audio guide to the island's unique birds. 2003 schrieb Hawkins das Familienkapitel über die Lappenpittas im achten Band des Handbook of the Birds of the World. 2006 war er am Familienkapitel über die Grasmückenartigen im elften Band beteiligt.
Von 2006 bis 2012 war Hawkins Senior Vice President bei Conservation International. Neben der technischen Leitung der CI-Abteilung für Afrika und Madagaskar widmete er sich der ökologischen Wirtschaftspolitik und arbeitete an Aspekten der Landnutzungsplanung, wobei er den Wert der Natur als Grundlage für eine nachhaltige Entwicklung hervorhob.
Seit 2013 ist Hawkins der Direktor des IUCN-Büros in Washington, D.C., das die über 130 Mitglieder in der Region unterstützt und mit nordamerikanischen Stiftungen, Politikbüros und Regierungsinstitutionen zusammenarbeitet. Hawkins konzentriert sich auf die politische Arbeit, insbesondere auf die Nutzung von natürlichen Ressourcen bei Investitionsentscheidungen, und darauf, die nordamerikanische Naturschutzgemeinschaft zu vernetzen.
Hawkins ist mit Joanna Durbin, Leiterin der Climate Community & Biodiversity Alliance in Washington, D.C., verheiratet. Das Paar hat zwei Töchter.